# Castle Morpeth
Pour les articles homonymes, voir Château de Morpeth.

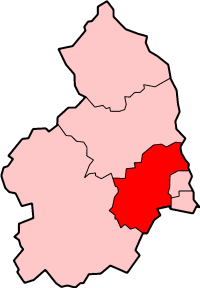
Localisation du district de Castle Morpeth dans le Northumberland

Castle Morpeth est un ancien district non métropolitain du Northumberland, en Angleterre.
Il a été créé le 1er avril 1974 par le Local Government Act de 1972 et est issu de la fusion du district de Morpeth, du district rural de Morpeth, et d'une partie du district rural de Castle Ward. Le conseil de district siégeait à Morpeth.
Le conseil de district a été aboli par les changements structurels de l'administration locale anglaise de 2009, entrés en vigueur le 1er avril 2009. Ses pouvoirs ont été transférés au conseil de comté du Northumberland, agissant en tant qu'autorité unitaire.

## Source
- (en) Cet article est partiellement ou en totalité issu de l’article de Wikipédia en anglais intitulé « Castle Morpeth » (voir la liste des auteurs).